# 1995 en parfumerie
Chronologie du parfum :
1994 en parfumerie - 1995 en parfumerie - 1996 en parfumerie

## Évènements
- Découverte du dartanol (boisé) par Firmenich[1]

## Nouveaux parfums
- Poème de Lancôme[2]
- 24 Faubourg d'Hermès[2]
- Pleasures d'Estée Lauder[2]
- Le Mâle de Jean Paul Gaultier[2]
- Dolce Vita de Christian Dior[3]
- Hugo de Hugo Boss[4]
- Acqua Di Gio d'Armani[4]
- Acte 2 d'Escada[4]
- Loulou Blue de Cacharel[4]
- Byzantine de Rochas[4]
- Blonde de Gianni Versace[4]